# Aitor González Jiménez
Aitor González Jiménez (Zumarraga, 27 de febrer de 1975) és un ciclista basc que, des dels 11 anys, viu a Sant Vicent del Raspeig.
Les seves victòries més destacades són la Volta a Espanya de 2002 i la Volta a Suïssa de 2005. També cal destacar que va aconseguir victòries d'etapa a les tres grans voltes. Es va retirar a finals de 2005, després d'una sanció per consum d'anabolitzants.

## Palmarès
- 1996
  -  Campió d'Espanya sub-23 en contrarellotge
- 1997
  -  Campió d'Espanya sub-23 en contrarellotge
- 2000
  - Vencedor d'una etapa a la Volta a l'Algarve
  - Vencedor d'una etapa al Tour del Llemosí
- 2001
  - 1r a la Volta a Múrcia i vencedor d'una etapa
- 2002
  - Vencedor de 2 etapes al Giro d'Itàlia
  -  1r a la Volta a Espanya i vencedor de 3 etapes
- 2003
  - 1r al Giro de la Província de Reggio de Calàbria i vencedor d'una etapa
  - Vencedor d'una etapa al Giro d'Itàlia
- 2004
  - Vencedor d'una etapa al Tour de França
- 2005
  - 1r a la Volta a Suïssa i vencedor d'una etapa

### Resultats al Giro d'Itàlia
- 2002. 6è de la classificació general. Vencedor de 2 etapes
- 2003. 19è de la classificació general. Vencedor d'una etapa
- 2005. Abandona

### Resultats al Tour de França
- 2001. Abandona
- 2003. Abandona
- 2004. 45è de la classificació general

### Resultats a la Volta a Espanya
- 2002. 1r de la classificació general. Vencedor de 3 etapes
- 2003. Abandona
- 2004. Abandona
- 2005. Abandona